# Dave Ricketts
David Edward Joseph Ricketts, detto Dave (Londra, 7 ottobre 1920 – 11 agosto 1996), è stato un pistard e ciclista su strada britannico.

## Palmarès

### Olimpiadi
- Bronzo a Londra 1948 nell'inseguimento a squadre.